# Ремда-Тайхель
Ремда-Тайхель (нім. Remda-Teichel) — частина міста Рудольштадт у Німеччині, що розташоване в землі Тюрингія. Рудольштадт входить до складу району Заальфельд-Рудольштадт.
З 1 січня 2019 року у результаті адміністративно-територіальної реформи Тюрингії належить до міста Рудольштадт.
Площа — 79,61 км2. Населення становить Невірний параметр metadata 16 073 105 осіб (станом на 31 грудня 2021).